# Paul Henri Balluet d'Estournelles de Constant
Pour les articles homonymes, voir Constant.
Paul Henri Benjamin Balluet d'Estournelles de Constant, baron de Constant de Rebecque, né à La Flèche le 22 novembre 1852, et mort à Paris le 15 mai 1924, est un diplomate et homme politique français, lauréat du prix Nobel de la paix en 1909.

## Biographie

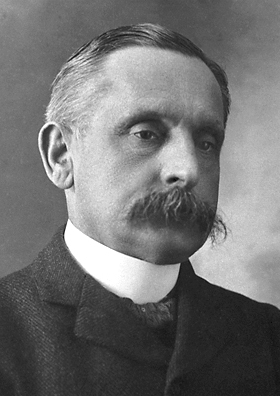
Paul d'Estournelles de Constant.

### Jeunes années
Quatrième fils de Léonce Balluet d'Estournelles de Constant de Rebecque, garde des Eaux et Forêts dans la Sarthe, et d'Henriette Monnier, originaire de Poligny, Paul Henri Balluet d'Estournelles de Constant de Rebecque naît le 22 novembre 1852 dans la maison de sa grand-mère, Louise, au no 30 de la Grande-Rue. Receveuse des postes et romancière, Louise est la demi-sœur du député et écrivain Benjamin Constant,.
Dans sa jeunesse, Paul est élève au lycée Louis-le-Grand de Paris de 1862 à 1870, en internat,. Exempté d'obligations militaires en raison de son statut de fils aîné d'une veuve, il cherche néanmoins à s'engager à l'aube de la guerre franco-allemande de 1870, mais sa mère l'en empêche. Elle l'envoie en Grèce, chez sa sœur Jeanne. Il obtient ainsi son baccalauréat en lettres au lycée français d'Athènes le 4 août 1871,.
À son retour en France, à Paris, il obtient une licence en droit en octobre 1873, puis un diplôme de grec moderne à l'École des Langues orientales l'année suivante,. Parallèlement, suivant sa passion pour la Grèce, il rédige, dès 1875, trois essais pour le bulletin de l'Association pour l'encouragement des études grecques en France. Il écrit également deux articles pour la Revue des deux Mondes, en mars et septembre 1876, avant d'être publiés dans un ouvrage de synthèse intitulé La vie de province en Grèce en 1878

### Carrière diplomatique
Paul d'Estournelles de Constant intègre le Ministère des Affaires étrangères. Il obtient la 3e place du concours de recrutement, en juillet 1876, et fait ainsi partie de la première génération de ceux qui accèdent à la carrière diplomatique par ce biais, après la mise en place de ce nouveau mode de recrutement.
Élève-consul, il effectue son premier déplacement à l'étranger, en Russie, au mois de janvier 1879, pour y acheminer les dépêches diplomatiques. En juillet, il est nommé délégué par intérim à la commission de délimitation du Monténégro, en qualité de secrétaire.
En janvier 1880, il revient à Paris en tant que commis-principal à la direction du personnel. À la fin du mois d'octobre de la même année, il rejoint Londres comme secrétaire d'ambassade de seconde classe. Son travail est alors remarqué par Paul Cambon, ministre résident de France en Tunisie.
En mars 1882, il rejoint ce dernier à Tunis en qualité de secrétaire de premier secrétaire. Paul Cambon le charge de négocier avec l'Angleterre la suppression des capitulations ainsi que de le seconder dans la mise en place de l'organisation administrative du protectorat. Il séjourne brièvement en France à la fin de l'année 1882 après le rapatriement du corps de sa mère, décédée à Tunis le 26 décembre. Il négocie avec le gouvernement britannique pour obtenir la suppression de sa cour consulaire à Tunis. La signature d'un accord en octobre 1883 lui vaut de recevoir la Légion d'honneur.
En juillet 1884, il est nommé au poste de secrétaire de l'ambassade de France à La Haye, qu'il occupe jusqu'en juillet 1887. Il entreprend alors la rédaction d'un livre, La politique française en Tunisie, présenté en 1891 à l'Académie des sciences morales et politiques par son ami Jules Barthélemy-Saint-Hilaire. L'Académie française le récompense, l'année suivante, du Prix Thérouanne pour cet ouvrage.
Le 25 juin 1885, il se marie selon le rite protestant avec Margaret Sedgwick Berend, une enseignante dont le père est un banquier américain d'origine allemande. La cérémonie a lieu à Paris. Le couple a cinq enfants : Arnaud, en 1887, Jacqueline, en 1888, Paul, en 1897, Marguerite, en 1897 et Henriette, en 1902.
En décembre 1887, il est rappelé à Paris par le Ministère des Affaires étrangères, en qualité de rédacteur à la direction publique, puis comme commissaire spécial de la section des pays placés sous le protectorat français à l'exposition universelle de 1889.
Par un avancement rapide, en 1890, il est nommé ministre plénipotentiaire et chargé d'affaires à Londres, poste qu'il occupe jusqu'en 1895. Sur cette même période, il est un conseiller personnel de Paul Cambon. Ses différentes expériences à l'étranger lui permettent de tisser un important réseau de relations.

### Député puis sénateur de la Sarthe
En avril 1895, Paul d'Estournelles de Constant se met en disponibilité alors qu'il vient d'être nommé ministre plénipotentiaire de première classe. Il se lance en politique et se présente aux élections législatives partielles,. Il est élu député de la circonscription de Mamers dès le premier tour de scrutin, en remplacement de Prosper Legludic, élu sénateur,.
Lors des élections législatives de 1898, il cède sa circonscription à Joseph Caillaux et se présente dans celle de La Flèche, se rapprochant ainsi du château de Créans qu'il occupe depuis 1892. Lors des élections municipales de 1900, il est élu maire de la commune de Clermont-Créans, poste dans lequel il est renouvelé jusqu'à sa mort. Candidat de l'Union républicaine, il est élu sénateur de la Sarthe par 563 voix sur 880 dans l'élection sénatoriale partielle du 13 novembre 1904, visant à remplacer Prosper Legludic, mort le 28 août. Il est réélu à ce poste en 1909 et en 1920, jusqu'à sa mort.
Dès 1904, et plus officiellement dès 1905, Paul d'Estournelles de Constant préside l'Association de Conciliation Internationale, avec laquelle il tente d'influer les politiques internationales vers l'arbitrage, le désarmement et la paix.
En 1899, puis en 1907, Paul d'Estournelles de Constant représente la France, avec Léon Bourgeois et Louis Renault, aux Conférences de La Haye. Il se donne pour but d'œuvrer au règlement pacifique des conflits internationaux par la promotion de la médiation, et surtout de l'arbitrage international. Il aide Léon Bollée, principal soutien de l'Américain Wilbur Wright, pionnier de l'aviation, dans ses expérimentations aéronautiques réalisées entre le 8 août 1908 et le 2 janvier 1909, au Mans et dans la Sarthe, sur l'hippodrome des Hunaudières puis au camp militaire d'Auvours.
Paul d'Estournelles de Constant reçoit le prix Nobel de la paix le 10 décembre 1909, conjointement avec le député belge Auguste Beernaert, pour leurs efforts dans la construction du droit international, notamment dans l'organisation des conférences de La Haye de 1899 et 1907 qui débouchent sur la création d'une Cour permanente d’arbitrage. Il est le troisième Français à recevoir cette distinction après Frédéric Passy, en 1901, et Louis Renault, en 1907. La nouvelle de cette nomination a peu d'écho dans la presse nationale, car seul le journal La Croix l'annonce en une.
Le baron d'Estournelles était un fervent opposant à la politique coloniale et à l'augmentation des budgets militaires, favorable à un rapprochement franco-allemand et convaincu du bienfait du modèle de la démocratie américaine dans le monde. Il a influencé le pacifiste allemand Otto Umfrid.
À partir de l'entrée en guerre en 1914, il se rallie à l'union sacrée et développe ses relations aux États-Unis, espérant que l'entrée en guerre de ces derniers réduise la durée du conflit et aboutisse à une paix fondée sur l'arbitrage international.
Le baron d'Estournelles de Constant avait une bonne connaissance des Balkans et de l'Albanie.
Le sénateur français Paul d’Estournelles de Constant est l’un des plus remarquables protagonistes et l’un des porte-parole les plus brillants des intérêts de l’Albanie. Il est l’un des rares hommes d’État à s’être mis totalement à la disposition de l’internationalisation de la question albanaise et de l’admission du nouvel État comme sujet du droit international à la Ligue des Nations. D’Estournelles de Constant a agi intensivement, surtout dans les années 1920-1921,,.
Tout au long de sa vie, Paul d'Estournelles de Constant fait preuve d'une grande curiosité et s'intéresse particulièrement aux domaines de l'art et de l'écriture. Il compte parmi ses amis Ernest Renan, qui est témoin de son mariage, les écrivains Paul Bourget et Paul Valéry, ou encore le philosophe Henri Bergson. Il s'entretient régulièrement avec son beau-frère, l'égyptologue Gaston Maspero et entretient une vive amitié avec le peintre Claude Monet.
Paul d'Estournelles de Constant, qui réalise de nombreuses aquarelles au cours de ses voyages, se montre admiratif du travail de Claude Monet, et les deux hommes s'écrivent chaque semaine. Passionné par l'impressionnisme, il apprécie également les œuvres du sculpteur Auguste Rodin, qu'il rencontre par l'intermédiaire de l'industriel américain Andrew Carnegie, et qui réalise son buste. Ami de Carnegie, d'Estournelles de Constant se fait l'intermédiaire entre lui et Pierre et Marie Curie pour financer leur laboratoire.
Paul d'Estournelles de Constant décède le 15 mai 1924 à l'âge de 71 ans. Il est incinéré à Paris puis ces cendres sont déposées dans la sépulture familiale au cimetière de Clermont-Créans.

## Détail des fonctions et des mandats

### Mandats parlementaires
- 19 mai 1895 - 31 mai 1898 : Député de la Sarthe, circonscription de Mamers
- 8 mai 1898 - 31 mai 1902 : Député de la Sarthe, circonscription de La Flèche
- 27 avril 1902 - 25 novembre 1904 : Député de la Sarthe, circonscription de La Flèche
- 13 novembre 1904 - 3 janvier 1909 : Sénateur de la Troisième République
- 3 janvier 1909 - 11 janvier 1920 : Sénateur de la Troisième République
- 11 janvier 1920 - 15 mai 1924 : Sénateur de la Troisième République[1],[25]

#### Mandat local
- 13 mai 1900 - 15 mai 1924 : Maire de Clermont-Créans[15]

#### Fonction internationale
- 1904 : Président de l'Association de Conciliation Internationale

## Distinctions et honneurs

### Distinctions
- Officier de la Légion d'honneur le 29 octobre 1889[26]
  -  Chevalier de la Légion d'honneur le 21 novembre 1882[26]
- Prix Nobel de la Paix 1909
- Prix Thérouanne 1892

#### Hommages
- À La Flèche (Sarthe), sa ville natale, un pôle scolaire porte son nom : le lycée général et technologique d'Estournelles de Constant[27].
- La place principale de Clermont-Créans, devant l'église, porte aujourd'hui son nom
- Un amphithéâtre porte son nom à l'UFR (Unité de Formation et de Recherche) de Lettres, Langues et Sciences Humaine de l'Université du Mans
- Une rue porte son nom à Mamers (Sarthe)
- Un monument, comprenant un buste par Paul Landowski, lui rend également hommage sur la place des Jacobins, au Mans (coordonnées : 48° 00′ 30″ N, 0° 12′ 00″ E).Stèle commémorant le Prix Nobel de la paix 1909 Paul d’Estournelles de Constant. Le Mans.

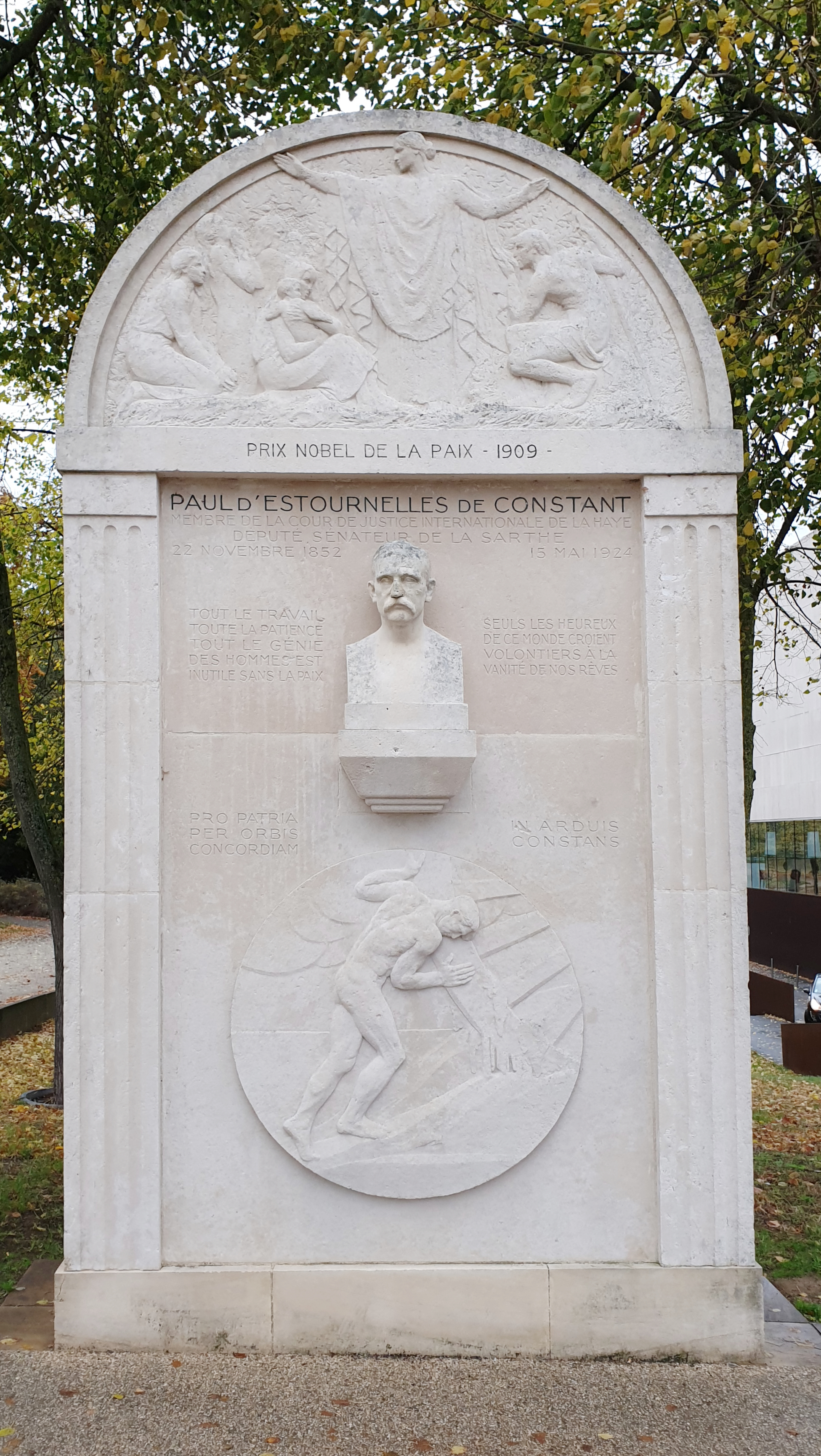
Stèle commémorant le Prix Nobel de la paix 1909 Paul d’Estournelles de Constant. Le Mans.